# Hector-prickfisk
Hector-prickfisk, (Lampanyctodes hectoris) är en fiskart som först beskrevs av Albert Günther, 1876.  Arten ingår i släktet Lampanyctodes och familjen prickfiskar. Inga underarter finns listade i Catalogue of Life.